# Ауса (султанат)
султанат Ауса (Авса) (араб. سلطنة عوسا, трансліт. Saltanat ʿAwwsāʾ,сом. Saldanadda Cawsaa афар Sultaanoota Awsa) (1734—1936) — африканська держава, що утворилася внаслідок занепаду імамату Ауса.1889 року визнано італійський протекторат. 1936 року анексована та приєднана до Італійської Східної Африки.

## Історія
Протягом 1650-х років посилюються протиріччя між народами харла і афар, з одного боку, та арабами, з другого, що мешкали в імаматі Ауса. Тамтешні правителі обрали бік останніх. Це спонукало шейхів афар до боротьби, яку очолив клан Мудайто. 1672 року загони останніх повалили імама Умар Діна, внаслідок чого імамат ауса розпався. Але боротьба Мудайто проти імамів тривала до 1725 року, коли вдалося завдали тяжких поразок імаму Сулейману.
1734 році військами шейха Дата Кадафо було зайнято Аусу, де оголошено про утворення нової держави — султанату. До 1814 року велася боротьба з шейхами племен афар, що бажали відновлення імамату.
З цього часу здійснювалася агресивна зовнішня політика, спрямована проти сусідніх невеличких державних утворень уздовж Червоного моря. Водночас султани дотримувалися мирних стосунків з ефіопськими негусами. В результаті вдалося зайняти данакільську низовину, суттєво збільшивши кордони султанату.

Султана ауса в 1850 році

Згодом султанат підтримував напади на територію Ефіопії, що спричинило конфлікти з негусами. таке протистояння тривало до початку XIX ст. Зближенню Султаната з негусами сприяло небезпека з боку Єгипетського хедивату, що з початку 1850-х років став загарбувати прибережні африканські міста в Червоному морі.
разом з тим встановлюються контакти з Італією, яка придбала місто Ассеб в місцевого султану. Посилення Ефіопії спонукало у 1882 році султана Мухаммада укласти декілька торгівельних та військових угод з Італією. Султанат був союзником останньої у Першій і Другій війні проти Ефіопії. Це не завадило італійським військам 1936 року захопити територію Ауси. Султан Мухаммад Яйо залишився номінальним правителем.